# شیبا (سگ)
شیبا اینو (انگلیسی: shiba inu، ژاپنی: 柴犬) یک نژاد سگ شکاری از ژاپن است. نژادی از اندازه کوچک تا متوسط، کوچک‌ترین نژاد این سگ از شش نژاد اصلی و مشخص اسپیتز سگ بومی ژاپن است.
شیبا اینو یک سگ کوچک، هوشیار و چابک است که به خوبی با مناطق کوهستانی و مسیرهای پیاده‌روی کنار می‌آید، همچنین شیبا اینو در اصل برای شکار پرورش داده می‌شد. به نظر می‌رسد شیبا اینو اغلب با نژادهای دیگر سگ ژاپنی مانند آکیتا اینو یا هوکایدو اشتباه گرفته می‌شود، اما شیبا اینو نژادی متفاوت با خط خونی مشخص، خلق و خو و کوچکتر از سایر نژادهای سگ ژاپنی است.

## ظاهر
بدن شیبا با عضلات رشد کرده جمع و جور است. نرها ۳۵–۴۳ سانتی‌متر (۱۴ تا ۱۷ در) در جدوگاه و ماده‌ها ۳۳ تا ۴۱ سانتی‌متر (۱۳ تا ۱۶ اینچ) هستند. وزن متوسط در اندازه ترجیحاً برای نرها ۱۰٫۵۰ کیلوگرم (۲۳ پوند) برای ماده‌ها، ۸ کیلوگرم (۱۸ پوند) است و استخوان‌ها در هر دو جنس متوسط هستند.

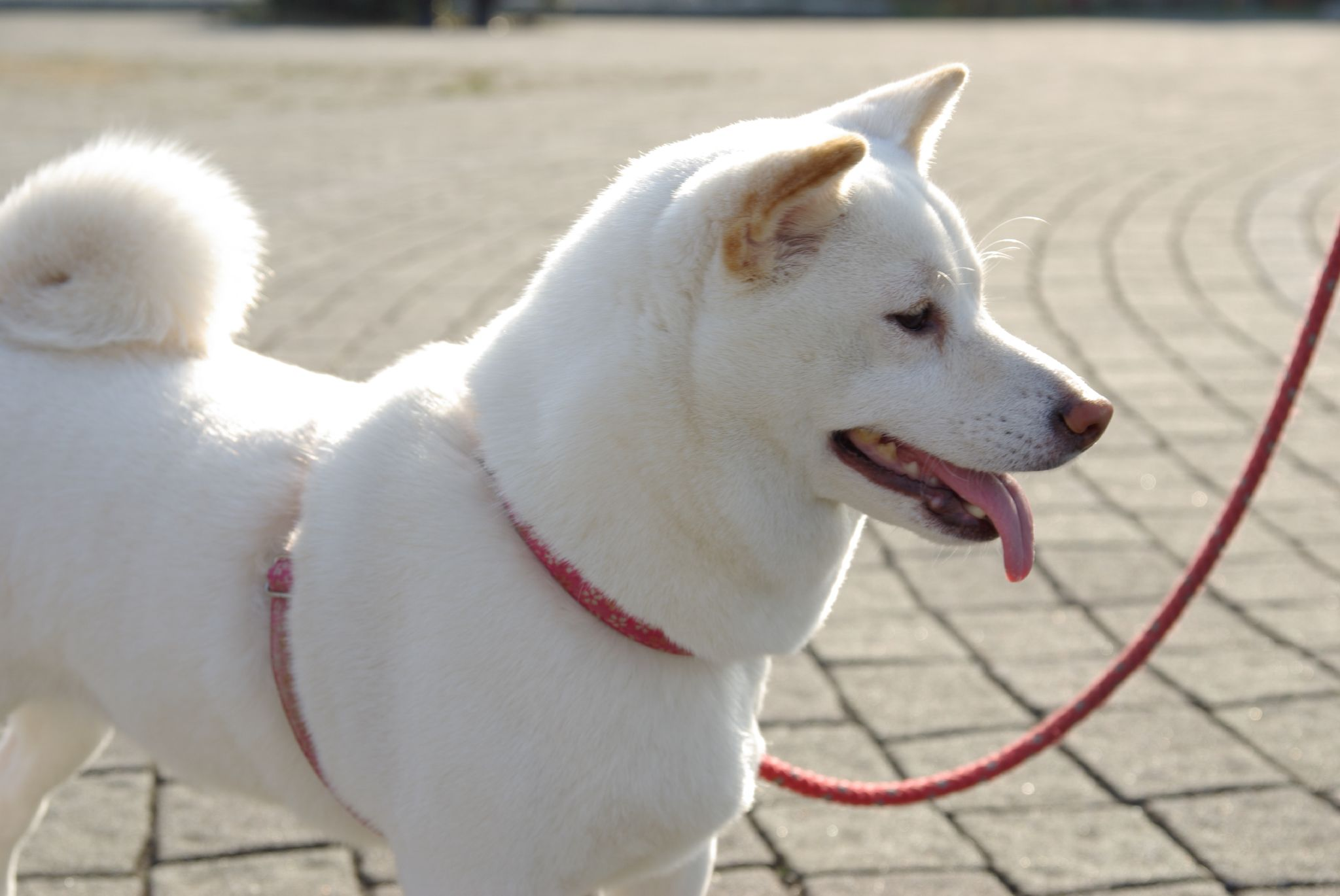
یک شیبا اینو سفید ( «کِرِم» نیز نامیده می‌شود)
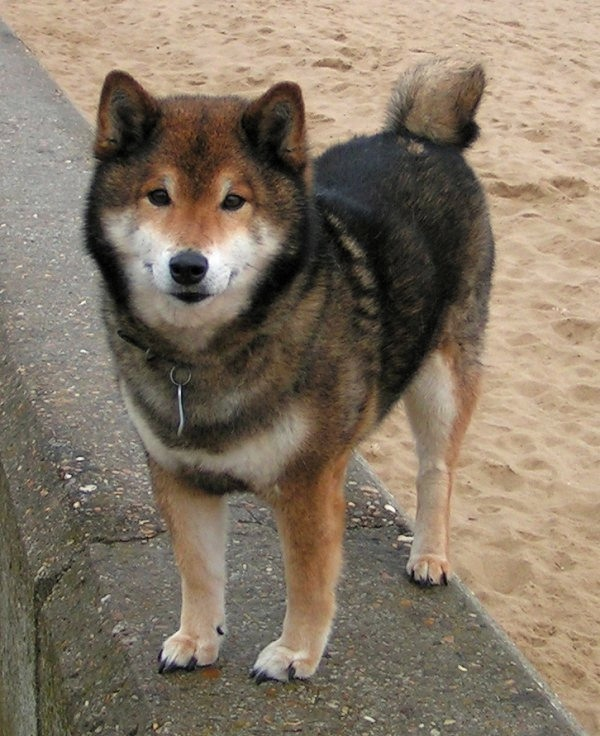
شیبا اینو کنجدی
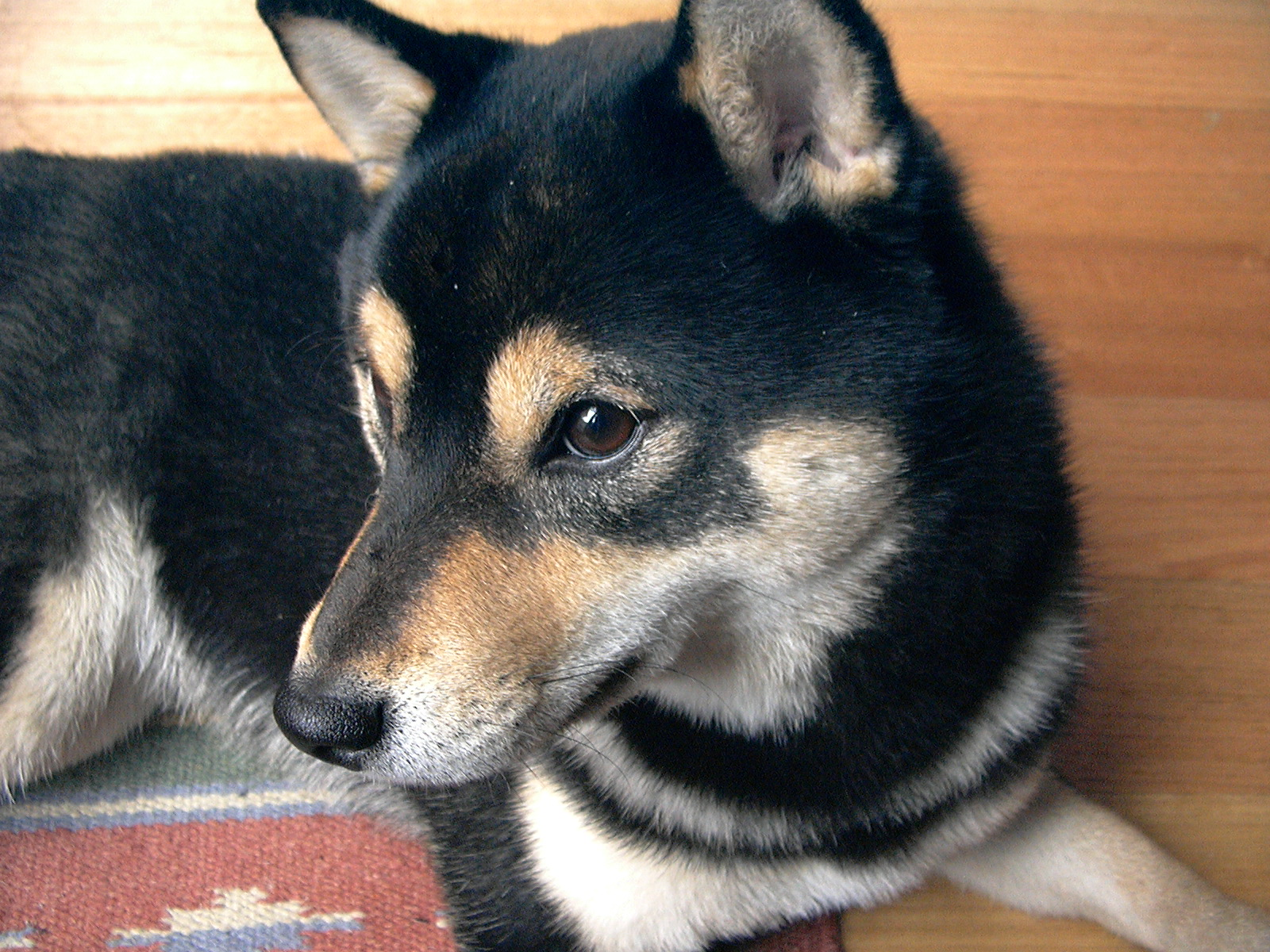
شیبا اینو سیاه و قهوه ای مایل به زرد

## مزاج

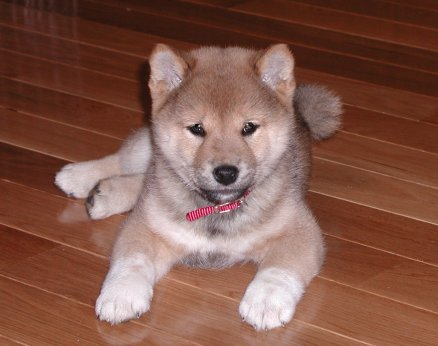
تصویر سگ شیبا

شیباها میل دارند که از خود طبیعتی مستقل نشان دهند. از استانداردهای تولید مثل ژاپنی:

این سگ روحیه قوی دارد و به طبیعت خوب و احساس بی هنری خود افتخار می‌کند. شیبا می‌تواند به سرعت با قدم‌های کشیده خود حرکت کند.

اصطلاحات «روحیه قوی»(ژاپنی: 悍威, kan'i)، «ذات خوب»(ژاپنی: 良性, ryōsei) و «بی هنری»(ژاپنی: 素朴, soboku) تفسیرهای دقیقی دارند که موضوع بسیاری از بحث‌ها است.
شیبا اینو نژاد نسبتاً سخت‌گیری است و نیاز دارد که حالت پاکیزه خود را حفظ کند. آنها غالباً پنجه دستان و پاهای خود را لیس می‌زنند که تا حدی به گربه‌ها شباهت دارد. این سگ‌ها به‌طور کلی در راه خودشان بیرون می‌روند تا خودشان را تمیز نگه دارند. توله سگ‌های شیبا اینو به دلیل ذات تند و غرور انگیزشان به راحتی وسایل خانه را خراب می‌کنند و در موارد بسیاری خراب کردن وسایل خانه باعث آسیب به خودشان می‌شود. معمولاً صاحبان آنها بعد از غذا دادن به آنها و خوابیدنشان آنها را در بیرون خانه قرار می‌دهند. کافی است به شیبا یاد بدهید چگونه از توالت فرنگی استفاده کند تا خودش کار خودش را انجام دهد.
مشخصه بارز نژاد اصطلاحاً «جیغ شیبا» است. هنگامی که به اندازه کافی تحریک عصبی یا ناراضی شود، فریادی بلند می‌زند. این می‌تواند هنگام تلاش برای اداره سگ به روشی رخ دهد که غیرقابل قبول باشد. این سگ همچنین ممکن است در دوره‌های شادی زیاد مانند بازگشت مالک پس از غیبت طولانی یا ورود مهمان انسانی مورد علاقه، صدایی کاملاً مشابه ایجاد کند.

## سلامتی

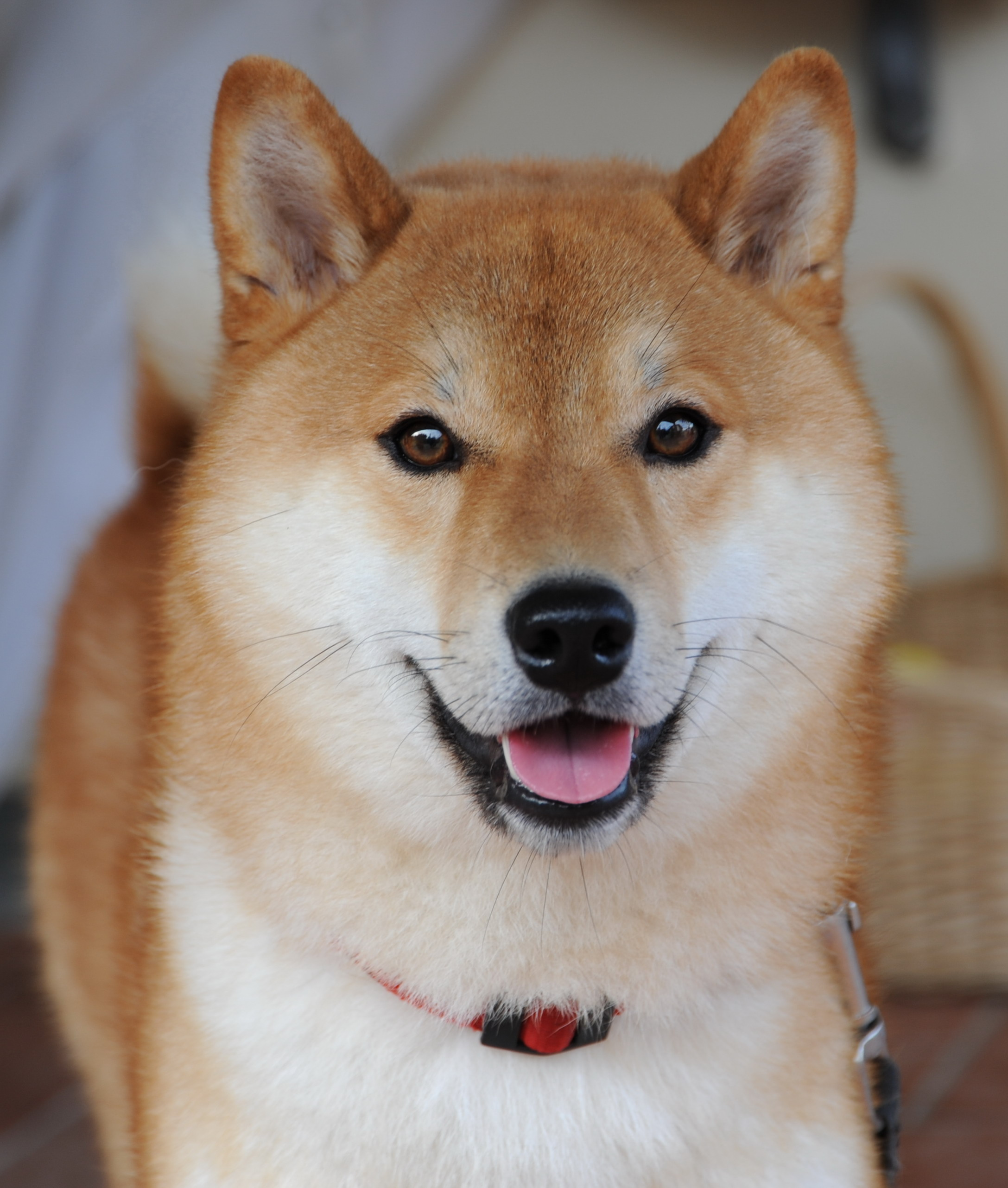
تصویر یک شیبا اینو سالم

به‌طور کلی، شیبا اینو یک نژاد سگ سالم است. شرایط سلامتی شناخته شده برای تأثیر بر این نژاد عبارتند از: آلرژی، گلوکوم، آب مروارید، دیسپلازی مفصل ران، آنتروپیون و کشکک کشنده. معاینات مشترک دوره ای نیز در طول زندگی سگ توصیه می‌شود. آزمایش‌های چشمی باید سالانه انجام شود زیرا با گذشت زمان مشکلات چشمی ایجاد می‌شود. در دو سالگی، اگر هیچ موردی کشف نشده باشد، ممکن است
شیبا اینوها کاملاً عاری از مشکلات مفصلی تلقی شوند، زیرا در این سن اسکلت آنها کاملاً رشد کرده‌است.
مانند اکثر نژادهای سگ، شیبا نیز باید روزانه پیاده‌روی برود یا در غیر این صورت ورزش داده شود.

### طول عمر
متوسط طول عمر آنها از ۱۲ تا ۱۵ سال است. ورزش، به ویژه پیاده‌روی روزانه، برای این نژاد برای داشتن یک زندگی طولانی و سالم ترجیح داده می‌شود. قدیمی‌ترین شیبا اینو شناخته شده، «پوسوکه» می‌باشد که در ۲۶ سالگی در اوایل دسامبر سال ۲۰۱۱ درگذشت. پوسوکه پیرترین سگ در آن زمان بود و سه سال کمتر از رکورد طولانی‌ترین طول عمر سگ در جهان زندگی کرد.

### آراستن
این سگ‌ها بسیار تمیز هستند، بنابراین نیازهای نظافت به احتمال زیاد حداقل خواهد بود. آنها به‌طور طبیعی از خیس شدن یا حمام کردن متنفر هستند، بنابراین بسیار مهم است که در جوانی به حمام کردن عادت کنند. موهای شیبا اینو پرپشت است. طول کوتاه تا متوسط موی آنها ۲٫۵ تا ۳٫۲ سانتی‌متر، و به‌طور طبیعی ضدآب است بنابراین نیاز چندانی به استحمام منظم ندارد. آنها همچنین دارای پشم زیرین ضخیمی هستند که می‌تواند از آنها در برابر درجه حرارت بسیار پایین از یخ زدگی محافظت کند. با این حال، ریزش مو می‌تواند آزار دهنده باشد. ریزش موی سنگین تر در طول تغییر فصلی و به ویژه در فصل تابستان است، اما شانه کردن روزانه می‌تواند این مشکل را برطرف کند. توصیه می‌شود که مالکان هرگز موهای شیبا اینو را تراشیده یا کوتاه نکنند، زیرا مو برای محافظت از آنها در برابر سرما و گرما لازم است.